# 103번가/왓츠타워스역
103rd 스트리트/왓츠타워스 역 (103rd Street/Watts Towers)은 로스앤젤레스 군 광역철도의 파란선역 중 하나이다.
역에는 103번가의 교차로 인근 그랜디 애비뉴(Grandee Avenue)와 인접한 파란선의 섬식 승강장이 로스앤젤레스의 와츠(Watts) 지구 중심부에 있다. 과거 퍼시픽 전기철도(Pacific Electric Railway)의 와츠, 롱비치, 산페드로 선을 담당했던 와츠 역(Watts Station)이 인접해 있었다.

## 역 정보

### 역 구조
| 승강장 | 파란선                          | ← 윌로브룩/로자파크스 역 Willowbrook/Rosa Parks Station ← 다운타운 롱비치 역행 (종착점행) |
| 승강장 | 섬식 승강장, 윈쪽 출입문이 열림 |                                                                                           |
| 승강장 | 파란선                          | → 파이어스톤 역 Firestone Station → 7th 스트리트/메트로센터 역행 (기점행)                 |

### 열차 운행 정보

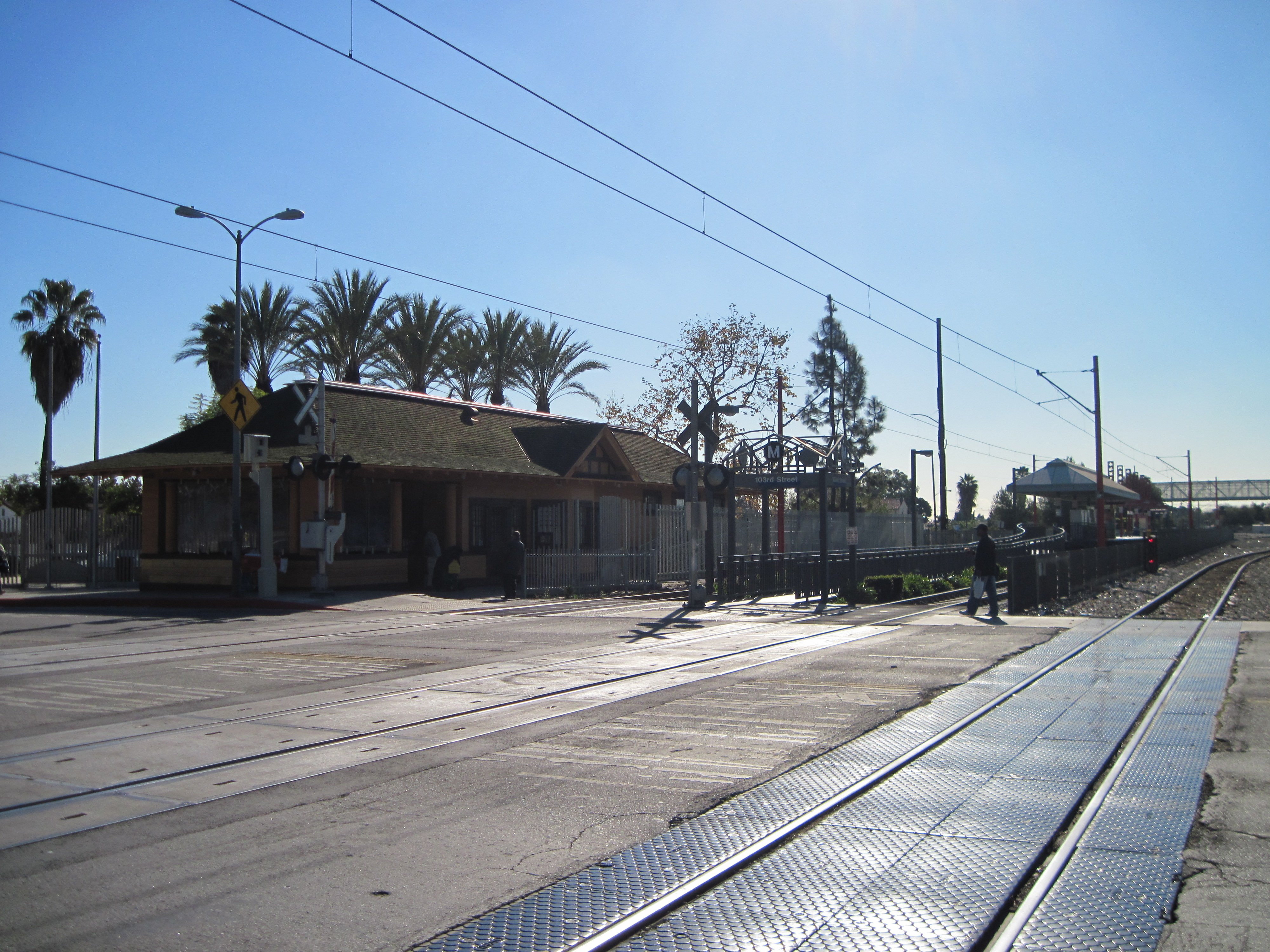
옛 와츠 역에 인접한 LA 메트로 역

파란선 운행 시간은 매일 오전 5시부터 오전 12시 45분까지이다.

## 연결 가능한 대중교통
| 메트로 Metro Bus | 일반 메트로버스: 117, 254, 305, 612 |
| LADOT            | 일반: - DASH: Watts                 |
| 기타:            | -                                   |

## 역세권 정보
- Good Shepherd Convalescent Hospital
- 와츠 타워스(Watts Towers)
- 와츠 역(Watts Station) - 구 "레드 카" 역으로 현재 미국 국립사적지에 등록되었다.
- 와츠 시니어 센터(Watts Senior Center)
- Verbum Dei High School
- Jordan High School